# 澳前镇
澳前镇是中国福建省福州市平潭县下辖的一个镇。澳前镇大沙澳就是中国大陆距台湾岛的最近点，往东68海里，快艇2个多小时就能到达台湾新竹。牛山岛渔场为全省三大渔场之一，牛山灯塔为国际级灯塔。
2021年4月，撤销潭城镇、澳前镇、岚城乡，设立海坛街道办事处，行政区域界线随原潭城镇、澳前镇、岚城乡行政区域界线。

## 行政区划
澳前镇共辖21个行政村，分别是：
澳前村、东澳村、岭前村、龙山村、官姜村、龙北村、玉道村、玉楼村、井边村、光楼村、光裕村、紫兰村、上井村、龙南村、磹角底村、前进村、东星村、磹报村、东光村、南赖村和中甲村。

## 名胜
- 潭南湾、国家级海岛森林公园和龙凤头海滨浴场、度假村等。